# Alex Gibney

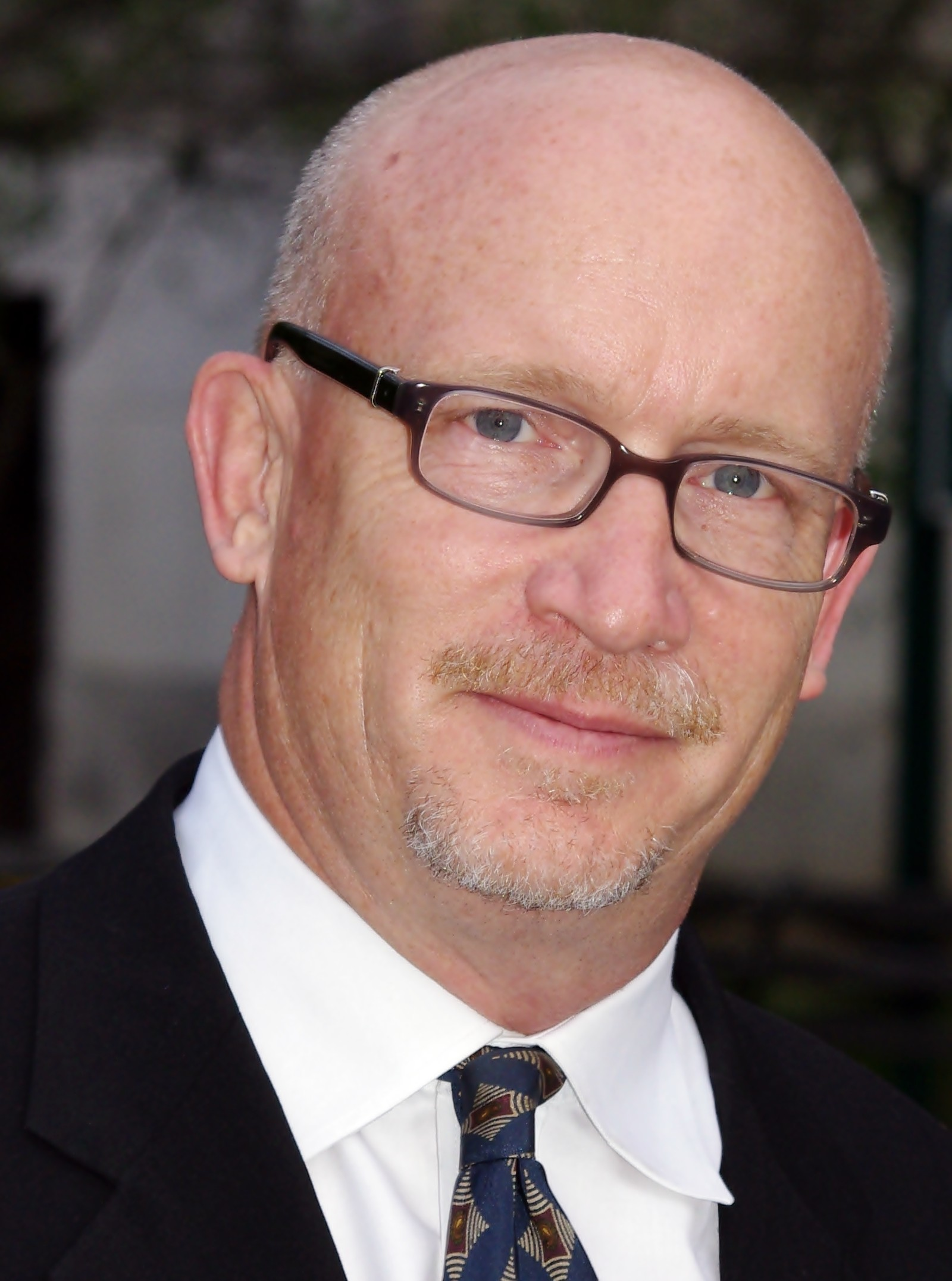
Alex Gibney beim Tribeca Film Festival 2011

Philip Alexander „Alex“ Gibney (* 23. Oktober 1953 in New York City) ist ein US-amerikanischer Regisseur, Drehbuchautor und Filmproduzent. Bekannt wurde er durch seine Dokumentarfilme wie Enron: The Smartest Guys in the Room und Taxi zur Hölle. Für letzteren gewann Gibney 2008 gemeinsam mit Eva Orner den Oscar für den besten Dokumentarfilm.

## Leben
Gibney ist der Sohn des Journalisten und Schriftstellers Frank Gibney.
Alex Gibney studierte an der Yale University japanische Literatur und später an der UCLA Graduate School of Film and Television.
1980 entstand sein erster Film The Ruling Classroom, bei dem er das Drehbuch schrieb, Regie führte und als Produzent fungierte. Später schrieb er Drehbücher für verschiedene Fernsehproduktionen wie die Dokumentarfilmreihe The Pacific Century, die 1992 mit dem Emmy Award for Best Historical Program ausgezeichnet wurde.
2002 verfasste er gemeinsam mit Christopher Hitchens das Drehbuch zu Eugene Jareckis Dokumentarfilm Angeklagt: Henry Kissinger. Im Jahr darauf produzierte Gibney den Wim-Wenders-Beitrag zur Dokumentarfilmreihe The Blues.
Danach begann Gibney mit den Arbeiten zu seinem nächsten Film Enron: The Smartest Guys in the Room, der auf dem 2003 veröffentlichten gleichnamigen Buch von Bethany McLean und Peter Elkind beruht und in dem Gibney den Enron-Skandal aufarbeitet. Der Film gewann den Independent Spirit Awards 2006 als bester Dokumentarfilm und wurde 2006 für den Oscar nominiert.
In Taxi zur Hölle berichtet Gibney 2007 über den Mord an dem afghanischen Taxifahrer Dilawar, der von US-Soldaten 2002 auf der Bagram Air Base zu Tode gefoltert wurde. Der Film erhielt bei der Oscarverleihung 2008 den Preis als bester Dokumentarfilm.
In Mea Maxima Culpa – Stille im Haus des Herrn setzte sich Gibney mit dem Thema des sexuellen Missbrauchs in der römisch-katholischen Kirche auseinander.
2013 entstanden mit We Steal Secrets: Die WikiLeaks Geschichte ein Film über die Geschichte der Enthüllungsplattform WikiLeaks und dessen Sprecher Julian Assange und mit The Armstrong Lie ein Film über Lance Armstrong und Doping. 2014 entstanden mit Mr. Dynamite: The Rise of James Brown über den Soul-Sänger James Brown und Finding Fela! über den nigerianischen Saxophonisten und Sänger Fela Kuti zwei Dokumentationen über bekannte Musiker. Darauf folgten die Dokumentationen Scientology: Ein Glaubensgefängnis über Scientology sowie Steve Jobs: Man in the Machine über Steve Jobs, den Mitgründer und CEO von Apple. 2023 wurde In Restless Dreams: The Music of Paul Simon über den Musiker Paul Simon veröffentlicht.
Für Scientology: Ein Glaubensgefängnis wurde Gibney bei der Primetime-Emmy-Verleihung 2015 in drei Kategorien (Outstanding Directing for Nonfiction Programming, Outstanding Writing for Nonfiction Programming, Outstanding Documentary or Nonfiction Special) mit einem Emmy ausgezeichnet.
2016 erhielt Gibney für seinen Dokumentarfilm Zero Days, der den Computerwurm Stuxnet zum Thema hat, eine Einladung in den Wettbewerb der 66. Internationalen Filmfestspiele Berlin.

## Filmografie (Auswahl)
Regie
- 1980: The Ruling Classroom
- 2000: Soldiers in the Army of God
- 2005: Enron: The Smartest Guys in the Room
- 2007: Taxi zur Hölle (Taxi to the Dark Side)
- 2008: Gonzo: The Life and Work of Dr. Hunter S. Thompson
- 2010: Casino Jack and the United States of Money
- 2010: Client 9: The Rise and Fall of Eliot Spitzer
- 2011: Magic Trip – Ken Kesey's Search for a Kool Place
- 2012: Mea Maxima Culpa – Stille im Haus des Herrn (Mea Maxima Culpa: Silence in the House of God, Dokumentarfilm)
- 2013: We Steal Secrets: Die WikiLeaks Geschichte (We Steal Secrets: The Story of WikiLeaks)
- 2013: The Armstrong Lie
- 2014: Mr. Dynamite: The Rise of James Brown
- 2014: Finding Fela!
- 2015: Scientology: Ein Glaubensgefängnis (Going Clear: Scientology and the Prison of Belief)
- 2015: Steve Jobs: Man in the Machine
- 2016: Zero Days
- 2017: No Stone Unturned (Dokumentarfilm)
- 2018: Dirty Money – Geld regiert die Welt
- 2019: The Inventor: Out for Blood in Silicon Valley (Dokumentarfilm)
- 2019: Citizen K (Dokumentarfilm)
- 2020: Totally Under Control (Dokumentarfilm)
- 2023: In Restless Dreams: The Music of Paul Simon (Dokumentarfilm)
- 2024: Wise Guy: David Chase and the Sopranos (Dokumentarfilm)

## Auszeichnungen (Auswahl)
Writers Guild of America Award
- 2018: Nominierung für das Beste Drehbuch für einen Dokumentarfilm (No Stone Unturned)
- 2021: Nominierung für das Beste Drehbuch für einen Dokumentarfilm (Totally Under Control)[4]